# St. Petrus und Paulus (Augsburg-Inningen)

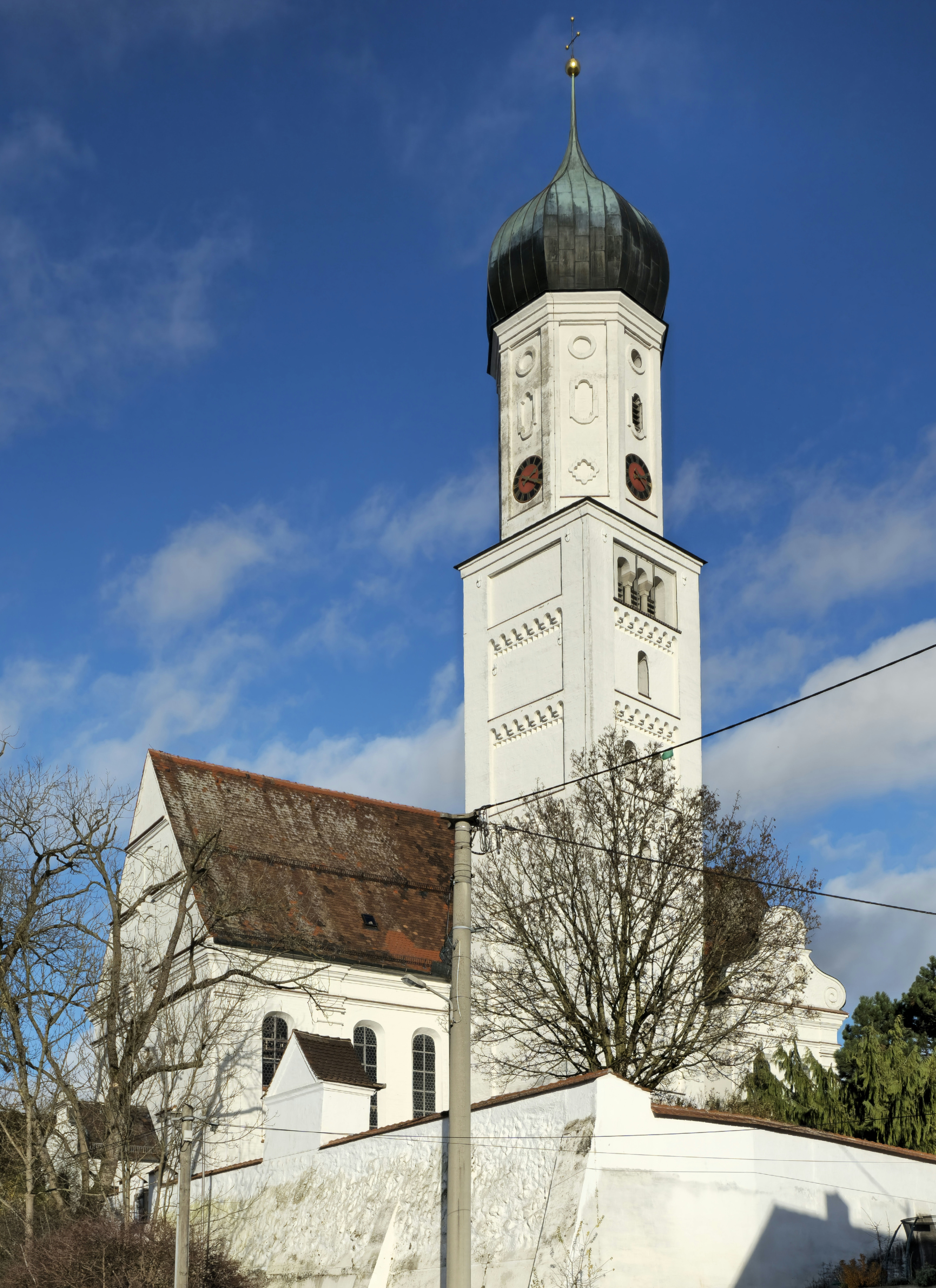
St. Petrus und Paulus in Augsburg-Inningen, Südwest-Ansicht

St. Petrus und Paulus, Chor und Sakristei

Der dem späten Hochbarockstil angehörende Sakralbau St. Petrus und Paulus, bei dem der gotische Kirchturm des Vorgängerbaus übernommen wurde, ist eine römisch-katholische Pfarrkirche im Zentrum des Augsburger Stadtteils Inningen. Sie steht auf einer Anhöhe nördlich der alten Ortsmitte. Das Gotteshaus gehört zur Pfarreiengemeinschaft Göggingen-Inningen. Die Kirche ist als Baudenkmal geschützt und mit der Nummer D-7-61-000-187 registriert.

## Geschichte

Innenansicht mit Blick zum Chor

Reste eines romanischen Vorgängerbaus sind noch heute im Unterteil des Turms erhalten. Am 12. Februar 1331 unterstellte man die Kirche dem Reichsstift St. Ulrich und Afra. 1668 errichtete Jörg Wörle den Oktogon-Aufsatz des Turms. 1713 wurde das Gotteshaus nach Plänen und mit finanzieller Unterstützung des Heiligenpflegers Thomas Fischer neu errichtet, eventuell unter Beteiligung von Valerian Brenner, und am 17. Oktober 1713 durch den Weihbischof Johann Kasimir Röls geweiht. Die Kirche wurde in den Jahren 1763 und 1902 restauriert. Weitere Maßnahmen erfolgten 1947/48 innen, 1962/63 außen, 1964/65 am Turm, 1966/67 innen, 2001 außen und 2012 wiederum am Innenraum.

## Architektur

Langhausgewölbe, Fresken und Stuck

Der 54 Meter hohe Turm mit quadratischem Grundriss steht an der Südfront des Langhauses. Die romanischen sieben unteren Geschosse sind außen durch breite Ecklisenen, deutsches Band sowie Rundbogen- und Zackenfriese aus Backstein gekennzeichnet. Während der Turm nach Westen fensterlos ist, haben die übrigen Seiten Rundbogenöffnungen. Der barocke Achteck-Aufbau mit wenig geschürter  und mit gestreckten Graten versehener Zwiebelhaube ist deutlich von St. Ulrich und Afra beeinflusst.
Der Kirchenbau ist gegenüber dem Turm um 12 Grad verschoben. Er setzt sich aus dem Langhaus zu vier Jochen und dem eingezogenen Chor mit halbrundem Schluss zu zwei Jochen zusammen. Während die Westseite fassadenartig ausgeführt ist, finden sich östlich pro Joch zwei schlanke Korbbogenfenster. Die Gliederung erfolgt durch sogenannte toskanische Pilaster. Beide Bauteile werden von korbbogigen Tonnengewölben mit Stichkappe überspannt. Im vorletzten Joch von Westen befindet sich das beiderseits zugesetzte Portal. Die obere Brüstung der Doppelempore im Westjoch ist aus dem Jahre 1729. Im Chorschluss findet sich ein bekrönendes Rundfensterchen.
Die zweigeschossige Sakristei mit Volutengiebel springt aus der Flucht des Baus vor. Zum Turm ist sie mit einem Gang aus dem Jahre 1881 verbunden.

### Fresken und Stuck
Der Stuck aus dem Jahre 1713 besteht überwiegend aus zart getönten vegetabilischen Motiven und Engelsköpfen in Rahmenfeldern. Über den Chorfenstern und zwischen den Langhausfenstern finden sich Putten mit Emblemen mit Bezug zu den Deckenfresken. Laut den Rechnungsbüchern des Baujahres stammen die Stuckarbeiten offenbar von den Wessobrunner Stuckateuren Benedikt Graf, Hieronimus Feichtmeier, Johannes Graf, Niklaus Mayr, Johannes Merk, Johann Hennenvogel, Hans Jörg Metsch und Joseph Marschall. Die obere Emporenbrüstung schuf Georg Vogel der Jüngere (1687–1759), der auch diverse Reparaturen am Stuck vornahm. Die Putten um das zentrale Marienfresko und im Scheitel der Wände über den Fensterpaaren sind laut Rechnung aus der Hand des Augsburger Bildhauers Joseph Christoph Baumer.
Die ursprünglichen Fresken aus dem Jahre 1713 von Benedikt Müller und seinem Sohn Johann Adam Müller wurden 1729 von Johann Heel übermalt und später modern übergangen. Im Chor sind das Lamm Gottes und die Dreifaltigkeit dargestellt. In den einfarbigen Medaillons finden sich Darstellungen von Moses und dem brennenden Dornbusch, Moses mit der Bundeslade, Johannes dem Evangelisten, Johannes dem Täufer, dem heiligen Matthäus und Johannes auf Patmos. Neben dem nördlichen Chorgestühl, wo früher der Taufstein stand, ist die Taufe Jesu dargestellt.
Im Langhaus ist Petrus dargestellt, wie er Christus verleugnet, sowie die Himmelfahrt Mariens und die Bekehrung des Paulus. Ein von der Orgel verdecktes Feld zeigt ein Engelskonzert. In den Medaillons finden sich Darstellungen des reuigen Petrus, die Schlüsselübergabe, die Mariensymbole Zeder, Zypresse und Olive, Mariä Verkündigung in Gestalt der mystischen Einhornjagd, Paulus auf dem Gang zur Richtstätte und Paulus vor den Richtern.
- Vorderes Langhaus-Deckenfresko
- Mittleres Langhaus-Deckenfresko
- Hinteres Langhaus-Deckenfresko

## Ausstattung

### Chor

#### Hochaltar
Der 1717 entstandene hochbarocke Hochaltar wird in der Retabelzone von einem bühnenartig gestalteten Mittelschrein beherrscht. In diesem steht eine historistische Marienfigur mit Jesuskind in der Darstellung als Himmelskönigin umringt von Putten auf Wolken. Diese Skulpturengruppe wird zur Fasten- und Adventszeit durch ein hochziehbares Gemälde der Beweinung Christi nach der Kreuzabnahme verdeckt. Außerhalb der Säulen auf Konsolen oberhalb der Altarumgangsportale stehen die Statuen der Heiligen Josef und Petrus (links), sowie Paulus und Antonius von Padua (rechts). Der Altarauszug wurde als bühnenartig gestaltete Himmelsszene mit abschließender Gottvaterskulptur betont. Die Tabernakelszene wurde im Spätklassizismus umgestaltet.
- Hochaltar, Retabel
- Hochaltar, Altarauszug

#### Sonstige Kunstwerke
Der Volksaltar aus Bronze wurde 1989 von Klaus Backmund geschaffen und am 13. Mai 1990 durch den Weihbischof Max Ziegelbauer geweiht. Der Ambo aus dem Jahre 1973 basiert auf einem Entwurf von Curt Porzky aus Altötting und wurde von der Firma Brandtner aus Regensburg ausgeführt.
Das Chorgestühl aus Eichenholz stammt noch aus der Erbauungszeit.

### Langhaus

#### Seitenaltäre
Die beiden 1724 erstellten Seitenaltäre sind mit jeweils nur zwei Säulen etwas einfacher und deutlich schlanker gehalten.
Der linke Seitenaltar zeigt auf dem Hauptgemälde Maria als Rosenkranzkönigin mit dem hl. Dominikus. Seitlich unterhalb an den Außenseiten der Säulen befinden sich die Statuen der heiligen Märtyrerinnen Katharina und Barbara. Auf der Mensa steht ein vergoldeter Glasschrein mit einer Nachbildung der Schwarzen Madonna von Einsiedeln aus dem Jahr 1715. Das Auszugsbild zeigt den heiligen Aloisius im Gebet. Den Altarabschluss bildet die Skulptur des Erzengels Michael als Himmelsstürzer Luzifers.

Der rechte Seitenaltar zeigt auf dem Hauptgemälde die Augsburger Stadt- und Bistumsheiligen Ulrich und Afra, die auf Wolken von Engeln zum Himmel getragen werden. Seitlich unterhalb an den Außenseiten der Säulen befinden sich die Statuen der Pestheiligen Sebastian und Rochus. Auf der Mensa steht ein vergoldeter Glasschrein mit einer anmutigen Skulpturengruppe einer Anna selbdritt aus dem Umkreis von Ehrgott Bernhard Bendel. Das Auszugsbild zeigt die heilige Teresa von Avila im Gebet, seitlich begleitet von den Skulpturen der Heiligen Valentin von Rätien und Leonhard. Als Altarabschluss steht die Skulptur des heiligen Georg als Drachentöter.
- Linker Seitenaltar, Retabel
- Linker Seitenaltar, Altarauszug
- Rechter Seitenaltar, Retabel
- Rechter Seitenaltar, Altarauszug

#### Kanzel
Die Kanzel aus dem Frührokoko wurde von Joseph Einsle aus Göggingen 1750 geschaffen und 1752 von Gottfried Ruepp aus Inchenhofen gefasst. Der Korb wird von einem Putto gestützt. Darüber finden sich Wolken und Engelsköpfe. Die Brüstungsfelder zeigen einen Tisch und Rauten mit Blumenkorb. Unter dem Schalldeckel schwebt die Geisttaube. Unter dem Gesims hängt ein Lambrequin. Darüber finden sich Putten mit den Gesetzestafeln, dem Neuen Testament und einer päpstlichen Tiara. Obenauf steht eine Paulus-Figur.

#### Apostelstatuen
Die weiß gefassten Figuren der zwölf Apostel stammen aus der Werkstatt von Ehrgott Bernhard Bendel. An der Figur des heiligen Thomas findet sich die Jahreszahl 1730.

#### Wallfahrtsbild
Ein kulturgeschichtlich interessantes, um 1750 entstandenes Ölgemälde der Inninger Wallfahrt befindet sich an der Westwand unter der Empore rechts vom Portal. Im oberen Bildbereich trägt ein Engel die von einem Strahlenkranz und acht Puttenköpfchen umgebene Statue der Schwarzen Madonna von Einsiedeln herbei. Eine Kopie dieses Gnadenbilds wird in Inningen auf dem linken Seitenaltar verehrt. Darunter hat sich eine große Anzahl von Gläubigen vor einer Ortsansicht versammelt, die auf Knien zur Muttergottes beten. Sie werden von einem Geistlichen angeführt, der die lateinischen Worte zu ihr hinaufruft: „Proin ecce nos clamantes ad te“ (Daher sieh uns zu dir rufen).
Eine Schrifttafel im unteren Bereich dieses Wallfahrtsbildes lädt zur Wallfahrt ein. Darauf ist mit den Worten einer unter dem Namen des griechischen Kirchenvaters Johannes von Damaskus überlieferten Predigt das Versprechen Mariens in lateinischer Sprache wiedergegeben, auf das die gläubigen Wallfahrer vertrauen und das die Grundlage der Wallfahrt zur Gottesmutter bildet:

“Quicunque Morborum sanationem, peccatorum obliterationem, calamitatum omnium submotionem, Regni Coelorum quietem sitit, cum fide ad me Veniat dixit Deipara apud S. Damasc. or. 2. de dot. V.”

„Jeder, den es nach Heilung von Krankheiten, Tilgung der Sünden, Abwendung jeglichen Unheils oder nach der Ruhe des Himmelreichs verlangt, soll voll Glauben zu mir kommen, sprach die Gottesmutter laut dem Hl. [Johannes] Damascenus, Zweite Predigt über die Entschlafung (Himmelfahrt) der Jungfrau.“

#### Sonstige Ausstattungsgegenstände
Das Kruzifix, welches vom Scheitel des Triumphbogens hängt, ist an den Kreuzenden mit Puttenköpfen und Wolken versehen, sowie mit dem Schweißtuch der Veronika. Die Assistenzfiguren, die trauernde Maria und der Apostel Johannes, an den Bogenlaibungen wurden 1722 von Johann Christoph Bahmer (bzw. vermutlich Baumer) geschaffen und von Andreas Reßner aus Pfersee gefasst.
Der Taufstein, 1966 in barocken Formen geschaffen, hat eine Bedeckung aus Kupfer mit der Jahreszahl 1756.
Der Kreuzweg aus den Jahren 1902 bis 1905 von Friedrich Jakob aus München ist stilistisch zwischen nazarenischem Stil und Neubarock anzusiedeln.
Der Bildhauer der beiden Rokoko-Figuren Johannes des Täufers und des Beichtpatrons Johann Nepomuk im Langhaus ist nicht überliefert.
- Apostelstatuen
- Kreuzweg

## Orgel
Die Orgel der Kirche wurde 1902 als opus 733 durch das Orgelbauunternehmen G. F. Steinmeyer & Co. KG (Oettingen) mit einem neubarocken Prospekt erbaut. Das Instrument verfügt über 13 klingende Register auf zwei Manualen und Pedal, auf pneumatischen Membranladen. Der Orgelprospekt musste 1917 zur Materialgewinnung abgegeben werden. Die Provisorien aus Zink wurden 1990 wieder durch Zinnpfeifen ersetzt. Im Zweiten Weltkrieg ging die Registrierungsanlage verloren. Um die Jahrtausendwende wurde sie aus originalen Steinmeyer-Beständen originalgetreu rekonstruiert. 2017 erfolgte eine umfassende Sanierung der gesamten Orgel. Dabei erhielt die Orgel zusätzlich einen Zimbelstern. Das Instrument ist weitgehend im Originalzustand erhalten. Die Disposition lautet:
| I Manual  |       |
| Bourdon   | 16′   |
| Principal | 8′    |
| Tibia     | 8′    |
| Gamba     | 8′    |
| Oktave    | 4′    |
| Flöte     | 4′    |
| Mixtur    | 2 ⁄3′ |

| II Manual       |    |
| Geigenprincipal | 8′ |
| Salicional      | 8′ |
| Liebl. Gedeckt  | 8′ |
| Fugara          | 4′ |

| Pedal    |     |
| Subbaß   | 16′ |
| Violon   | 16′ |
| Octavbaß | 8′  |

## Glocken
Das Geläut der Kirche besteht aus fünf Glocken aus dem Jahre 1961 von Engelbert Gebhard mit den Schlagtönen d', f', g', a' und e''. Eine weitere nur manuell bedienbare Glocke wurde laut Inschrift 1724 von Franziskus Kern und Johannes Weber in Augsburg gegossen.

## Kirchhof

Ehemalige Friedhofskapelle

Der die Kirche umgebende Kirchhof ist der ehemalige Inninger Pfarrfriedhof. Vom Mittelalter an zeigte er mit seinen Außenmauern die Gestalt einer leicht befestigten Kirchenburg. Im 19. Jahrhundert wurde die Friedhofsbefestigung weitgehend abgetragen, lediglich an der Westseite ist sie noch annähernd zu erkennen. Die in die Westmauer integrierte ehemalige Friedhofskapelle (1714) in Form einer Bildstockkapelle wurde 1972 zur Kriegergedenkkapelle umgestaltet.